# Dogtown & Z-Boys
Dogtown & Z-Boys ist ein Dokumentarfilm des amerikanischen Filmemachers und ehemaligen Skateboarders Stacy Peralta, welcher die Entstehung, den Aufstieg und den Untergang der Z-Boys, einem berühmten Skateteam aus den 70er Jahren, beschreibt.

## Inhalt
Ende der 60er Jahre wird aus dem einst glänzenden Unterhaltungsbezirk Pacific Ocean Park bei Venice Beach, Kalifornien eine Ruinenlandschaft mit hoher Kriminalität. In einem kleinen Viertel namens Dogtown finden sich ein paar Jugendliche zusammen, um die Bucht zum Surfen zu nutzen. Die besten Surfer der Stadt bilden bald das Zephyr Surf Team und belagern, teils gewaltsam, die Bucht von Venice Beach. Bald formiert sich auch eine zweite Generation, welche sich bemüht, das Surfen stilistisch auf die Straße zu bringen. Enthusiastisch beginnen die Jugendlichen, ihre Zeit nur mehr dem Skatesport zu widmen, welcher zu diesem Zeitpunkt schon totgeglaubt ist. Die Entdeckung leerer Schwimmbecken (auf Privatanwesen), welche aufgrund der zu der Zeit vorherrschenden Dürre in Kalifornien (fast) gänzlich leer waren, wurde zur Grundlage eines neuen Stils und damit Ausgangsbasis der heutigen Halfpipe.
Entscheidend für die Weiterentwicklung jedoch wird die Teilnahme an den wiederbelebten nationalen Meisterschaften in Del Mar, Kalifornien 1975, wo das Zephyr Team erstmals als Team an einem Wettbewerb teilnimmt und mit seinem neuen Stil neuen Wind in den Sport bringt. Sehr schnell werden auch die führenden Skateboard-Hersteller auf die Z-Boys aufmerksam und nehmen einige von ihnen unter Vertrag.
Ein weiterer wichtiger Faktor für den Erfolg der Z-Boys wird deren Präsentation und Abbildung, welche vorwiegend von Craig Stecyk, einem Fotografen, Künstler und Mitbegründer des Zephyr Shops stammt. Dieser erschafft mit seinen Bildern eine neue Ästhetik, die über das Skateboarder Magazine Jugendliche auf der ganzen Welt erreicht und inspiriert. Die sogenannten Dogtown Articles werden vor allem anfangs Zugpferd des Magazins und sorgen für ungewöhnlich hohe Auflagen und damit andere ästhetische Wahrnehmung des Sports.
Der Film lässt auch Berühmtheiten von außerhalb der Surferszene sprechen, die den Trend über Magazine oder Mundpropaganda mitverfolgen konnten.

## Auszeichnungen
- 2001: Sundance Film Festival – Regie- und Publikumspreis
- 2001: AFI Fest – Zuschauerpreis
- 2001: Denver International Film Festival – Zuschauerpreis
- 2002: Independent Spirit Award
- 2002: Newport Beach Film Festival – Jurypreis